# جائزة الأوسكار لأفضل فلم حي قصير
جائزة الأوسكار لأفضل فيلم حي قصير هي إحدى الجوائز التي يتم توزيعها في حفل توزيع جوائز الأوسكار والتي تقدمها أكاديمية الفنون والعلوم السينمائية وهي تعطى لأفضل فيلم حي قصير.
ابتدأ تقديم هذه الجائزة عام 1931.